# Eugenio Negri
Eugenio Negri (Casorate Primo, 4 giugno 1899 – Crespano del Grappa, 10 aprile 1976) è stato un calciatore italiano, di ruolo centrocampista.

## Carriera
Cresce nell'Inter, e non partecipa al conflitto mondiale perché non partì volontario; fece il normale servizio militare partendo nel febbraio 1919.
È poi ceduto al Milan nel 1919-1920, facendo il suo debutto con i rossoneri il 2 maggio 1920 in Legnano-Milan (1-1).
Con la SPAL ha disputato 11 gare nei campionati di Prima Divisione 1922-1923 e Prima Divisione 1923-1924.